# Rue de Mogador
Pour les articles homonymes, voir Mogador (homonymie).
La rue de Mogador est une voie du 9e arrondissement de Paris, en France.

## Situation et accès
La rue de Mogador est une voie publique située dans le 9e arrondissement de Paris. Elle débute au 46 boulevard Haussmann et se termine au 75-75 bis rue Saint-Lazare.

## Origine du nom
Mogador était le nom d'origine de la ville d'Essaouira au Maroc, site d'une bataille entre la France et le Maroc en 1844.

## Historique
Cette rue est ouverte, en 1845, sur les terrains appartenant à un entrepreneur appelé Dufaud.
Vu l'offre faite par le sieur Duffaud d'ouvrir, sur des terrains dont il est propriétaire, à Paris, une rue de douze mètres de largeur, entre les rues Neuve-des-Mathurins et Saint Nicolas, sous certaines conditions exigées par l'administration municipale, et à charge par lui de céder gratuitement à la ville de Paris le sol de la nouvelle voie publique :

Les pièces constatant que ce plan a été soumis aux formalités d'une enquête, sans faire naître aucune réclamation ; 

La délibération du Conseil municipal en date du 31 octobre 1844 ;

L'avis du préfet de la Seine ; 

La loi du 16 septembre 1807 ;

Notre Conseil d'Etat entendu, nous avons ordonné et ordonnons ce qui suit :

- Article 1 : Le sieur Duffaud est autorisé à ouvrir sur des terrains dont il est propriétaire, à Paris, une rue de douze mètres de largeur, destinée à établir une communication entre la rue Neuve-des-Mathurins et la rue Saint-Nicolas-d'Antin. 
Les alignements de cette voie nouvelle sont arrêtés ainsi qu'ils sont tracés sur le plan ci-joint.
- Article 2 : L'autorisation résultant pour le sieur Duffaud de l'article précédent, lui est accordée, à la charge par lui de céder gratuitement à la ville de Paris le sol de la nouvelle voie publique, et de se conformer à toutes les clauses et conditions exprimées dans la délibération du Conseil municipal de Paris, en date du 31 octobre 1844.
- Article 3 : Notre ministre secrétaire d'Etat au département de l'intérieur est chargé de l'exécution de la présente ordonnance.

Donné au palais de Saint-Cloud, le 11 décembre 1845.

Elle a subi de nombreuses modifications et a été terminée en 1901 par le percement entre la rue de la Victoire et la rue Joubert, réunissant ainsi la rue de Mogador à la rue de Mogador-prolongée depuis longtemps amorcée du côté de la rue Saint-Lazare. La partie aboutissant au boulevard Haussmann portait autrefois le nom de passage Sandrier-des-Fossés, entrepreneur des travaux de la cour Louis-Philippe.
Le 13 décembre 1909,, la rue de Mogador fait l'objet, avec la rue de la Chaussée-d'Antin qui lui est parallèle, d'une mise en sens unique avec retour, la première à Paris.

## Bâtiments remarquables et lieux de mémoire
- No 25 : théâtre Mogador.